# Allerona
Allerona é uma comuna italiana da região da Umbria, província de Terni, com cerca de 1.822 habitantes. Estende-se por uma área de 82 km², tendo uma densidade populacional de 22 hab/km². Faz fronteira com Acquapendente (VT), Castel Viscardo, Città della Pieve (PG), Fabro, Ficulle, Orvieto, San Casciano dei Bagni (SI).

## Demografia
| Variação demográfica do município entre 1861 e 2011                               |
|                                                                                   |
| Fonte: Istituto Nazionale di Statistica (ISTAT) - Elaboração gráfica da Wikipedia |